# Tambahrejo (Kanor)
Tambahrejo is een bestuurslaag in het regentschap Bojonegoro van de provincie Oost-Java, Indonesië. Tambahrejo telt 2627 inwoners (volkstelling 2010).